# Keyston
Keyston – wieś w Anglii, w hrabstwie Cambridgeshire, w dystrykcie Huntingdonshire, w civil parish Bythorn and Keyston. Leży 44 km na zachód od miasta Cambridge i 97 km na północ od Londynu. W 1931 roku civil parish liczyła 151 mieszkańców. Keyston jest wspomniana w Domesday Book (1086) jako Chetelestan, Ketelestan.